# اوه اون یونگ
اوه اون یونگ (کره‌ای: 오은영؛ زادهٔ ۹ سپتامبر ۱۹۶۵) روان‌پزشک کودکان و مجری تلویزیونی اهل کره جنوبی است. او توسط نیویورک تایمز به عنوان یک «خدای بچه داری» توصیف شده‌است و مجری برنامه بچه‌های طلایی من، برنامه هفتگی که در آنجا مشاور کودکانی است که اختلال‌های هیجانی و رفتاری دارند. اوه اون یونگ همچنین یک بیمارستان و چهار مرکز مشاوره را اداره می‌کند.